# Roman Janacek
Roman Janacek (* 26. Dezember 1968 in Krems an der Donau, Niederösterreich) ist ein österreichischer Politiker der Österreichischen Volkspartei (ÖVP). Von 14. Dezember 2017 bis 21. März 2018 war er vom Landtag von Niederösterreich entsandtes Mitglied des Österreichischen Bundesrates, seit 2010 ist er Bürgermeister der Gemeinde Bergern im Dunkelsteinerwald.

## Leben

### Ausbildung und Beruf
Roman Janacek besuchte nach der Volksschule das Gymnasium in Krems. Nach der Matura und dem Präsenzdienst studierte er an der Veterinärmedizinischen Universität Wien, das Studium schloss er als Magister ab. Janacek ist als Tierarzt in Mautern an der Donau tätig, seit 2001 ist er Amtstierarzt im Amt der NÖ Landesregierung.

### Politik
Roman Janacek ist seit 2008 Gemeindeparteiobmann der ÖVP Bergern im Dunkelsteinerwald, wo er 2010 zum Bürgermeister gewählt wurde. Seit 2016 ist er zudem Bezirksparteiobmann-Stellvertreter der ÖVP Krems. Im Österreichischen Arbeitnehmerinnen- und Arbeitnehmerbund (ÖAAB) fungiert er als Bezirksobmann in Krems. 2016 wurde er im Rahmen des vom Innenministerium initiierten Österreichischen Gemeindepreises zum Bürgermeister des Jahres gewählt.
Im Dezember 2017 wurde er vom Landtag von Niederösterreich in den Österreichischen Bundesrat entsandt. Er folgte damit Gerhard Schödinger nach, der in den Landtag von Niederösterreich wechselte. Nach der Landtagswahl in Niederösterreich 2018 schied er aus dem Bundesrat aus. 2021 wurde er als Nachfolger von Anton Pfeifer zum Gemeindebund-Bezirksobmann im Bezirk Krems-Land gewählt.